# Betulia (Antioquia)
Betulia – miasto w Kolumbii, w departamencie Antioquia.